# 马齐尼奥
马齐尼奥（葡萄牙語：Mazinho，1966年4月8日—），本名伊奥马尔·多纳西门托（葡萄牙語：Iomar do Nascimento），巴西男子足球运动员。他曾入选1988年夏季奥林匹克运动会足球比赛巴西国奥队阵容，但并未上场参赛。他也曾参加1990年和1994年国际足联世界杯。